# Sphenomorphus fasciatus
Sphenomorphus fasciatus — вид сцинкоподібних ящірок родини сцинкових (Scincidae). Мешкає на Філіппінах і в Індонезії.

## Поширення і екологія
Sphenomorphus fasciatus мешкають на островах Мінданао, Каміґуїн, Лейте, Самар, Бохоль, Басілан, Дінагат, Уніб і Сулу, а також на півночі Сулавесі. Вони живуть у вологих гірських і рівнинних тропічних лісах та у вторинних заростях, на висоті до 1200 м над рівнем моря.